# James Trapp
James Trapp (* 28. Dezember 1969 in Greenville, South Carolina) ist ein ehemaliger US-amerikanischer Sprinter und American-Football-Spieler. 1993 wurde er Hallenweltmeister im 200-Meter-Lauf.

## Sportliche Laufbahn

### Leichtathletik
Erste Erfahrungen bei internationalen Meisterschaften sammelte James Trapp, der an der Clemson University studierte, bei der Sommer-Universiade 1991 in Sheffield, bei der er in 39,10 s die Goldmedaille mit der US-amerikanischen 4-mal-100-Meter-Staffel gewann. Im Jahr darauf wurde er NCAA-Hallenmeister über 200 Meter und 1993 siegte er in 20,63 s im 200-Meter-Lauf bei den Hallenweltmeisterschaften in Toronto, entschied aber im selben Jahr, sich auf das Footballspielen zu fokussieren.

### American Football
Nachdem Trapp im NFL Draft 1993 von den damaligen Los Angeles Raiders in der dritten Runde an Stelle 72 ausgewählt worden war, spielte er insgesamt elf Saisons American-Football auf den verschiedenen Defensive-Back-Positionen. Bis 1998 spielte er für die Los Angeles, bzw. späteren Oakland Raiders. Danach wechselte er zu den Baltimore Ravens, wo er bis 2002 spielte. Mit den Ravens gewann er Super Bowl XXXV mit 34:7 gegen die New York Giants. Seine letzte Saison verbrachte er 2003 bei den Jacksonville Jaguars, wobei er ab der neunten Spielwoche auf der Injured Reserve List stand.

## Persönliche Bestzeiten
- 100 Meter: 10,03 s, 9. Mai 1992 in Austin
  - 60 Meter (Halle): 6,44 s, 19. März 2022 in Belgrad
- 200 Meter: 20,17 s (+1,0 m/s), 28. Juni 1992 in New Orleans
  - 200 Meter (Halle): 20,60 s, 13. März 1993 in Toronto